# Schloss Wilhelmsburg (Barchfeld)

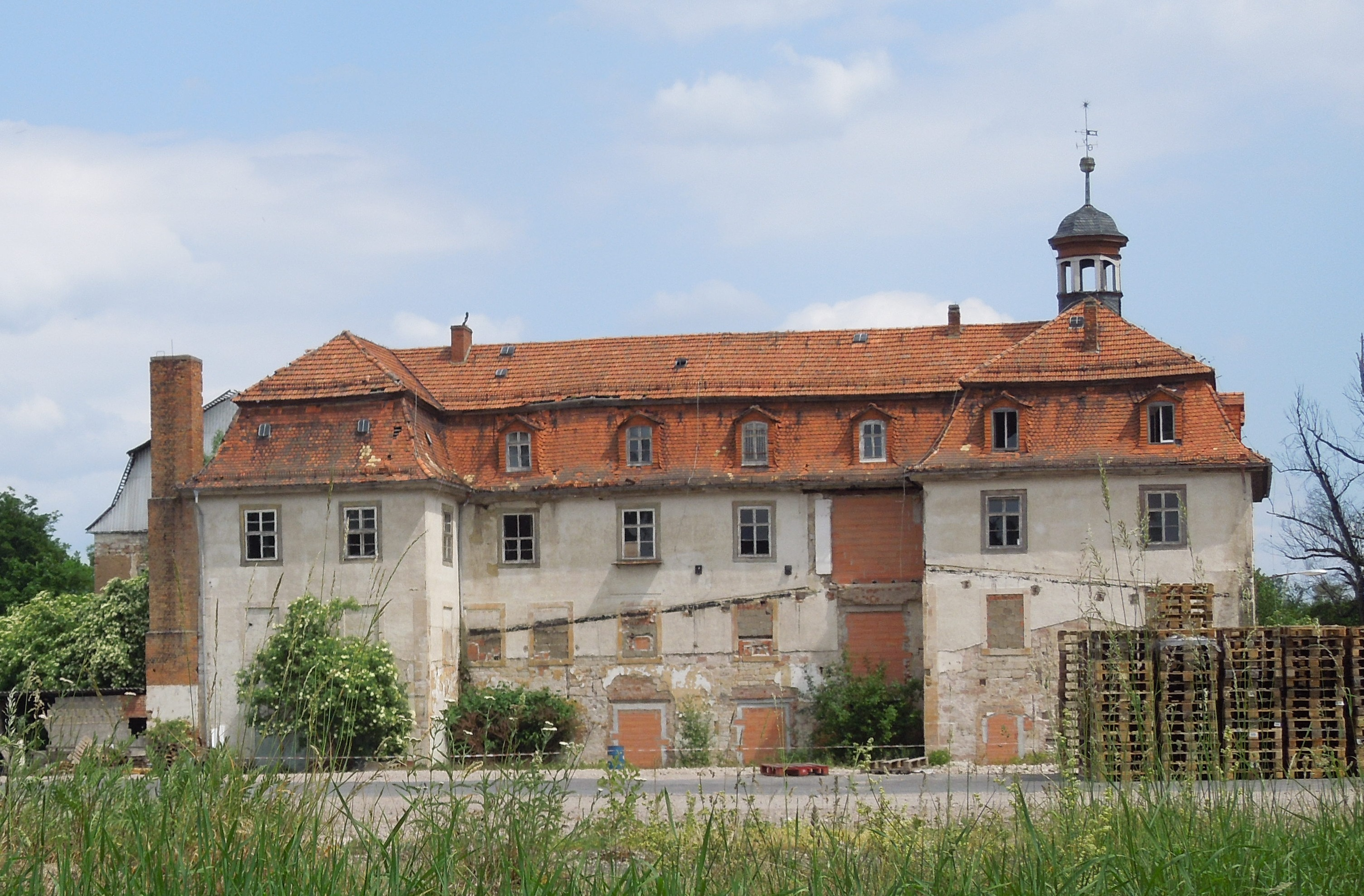
Schloss Wilhelmsburg, Westseite (Mai 2012)

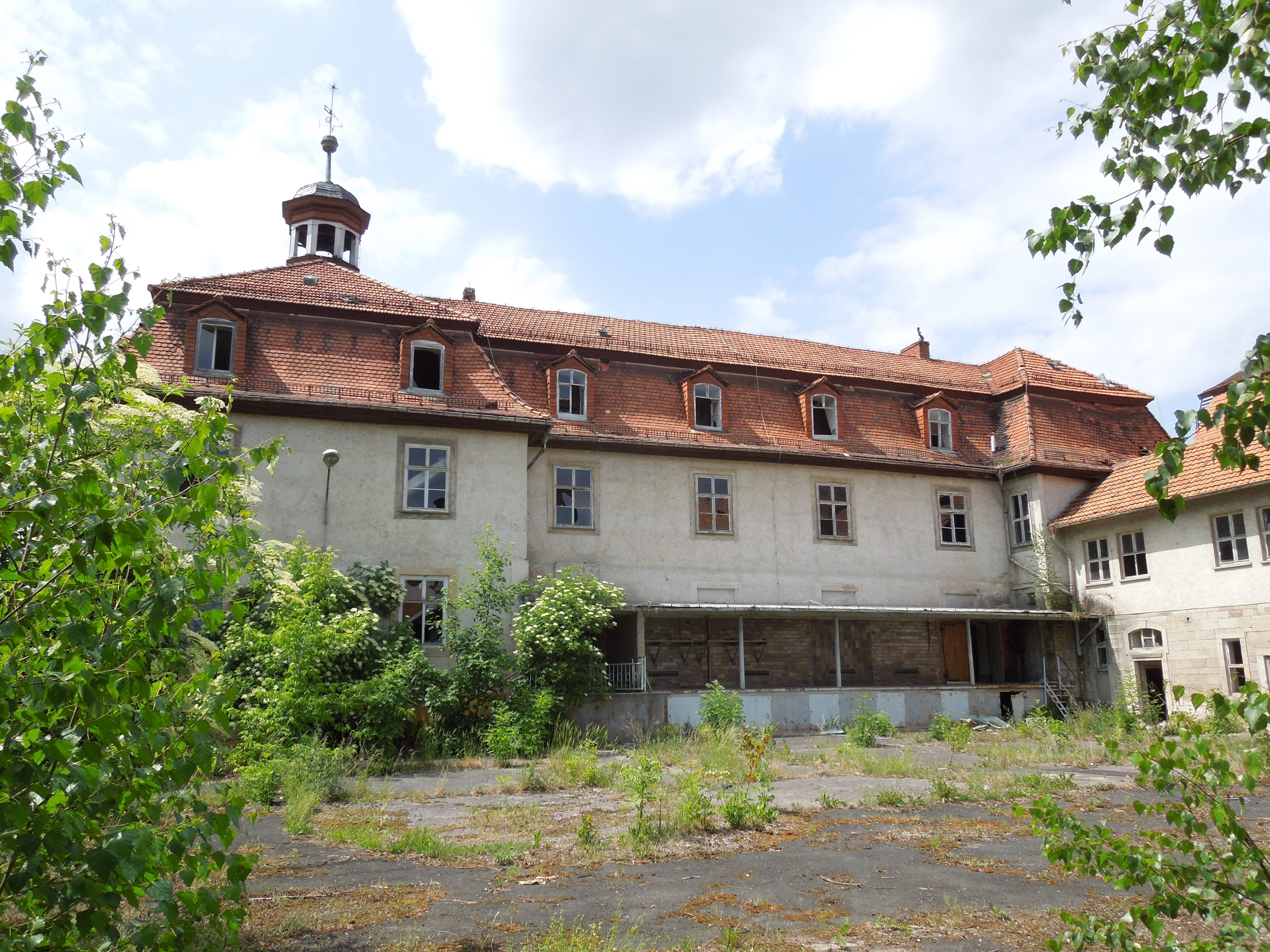
Schloss Wilhelmsburg, Ost- bzw. Rückseite mit ehemaligem Innenhof (Mai 2012); rechts ein Teil des inzwischen abgerissenen Nordflügels

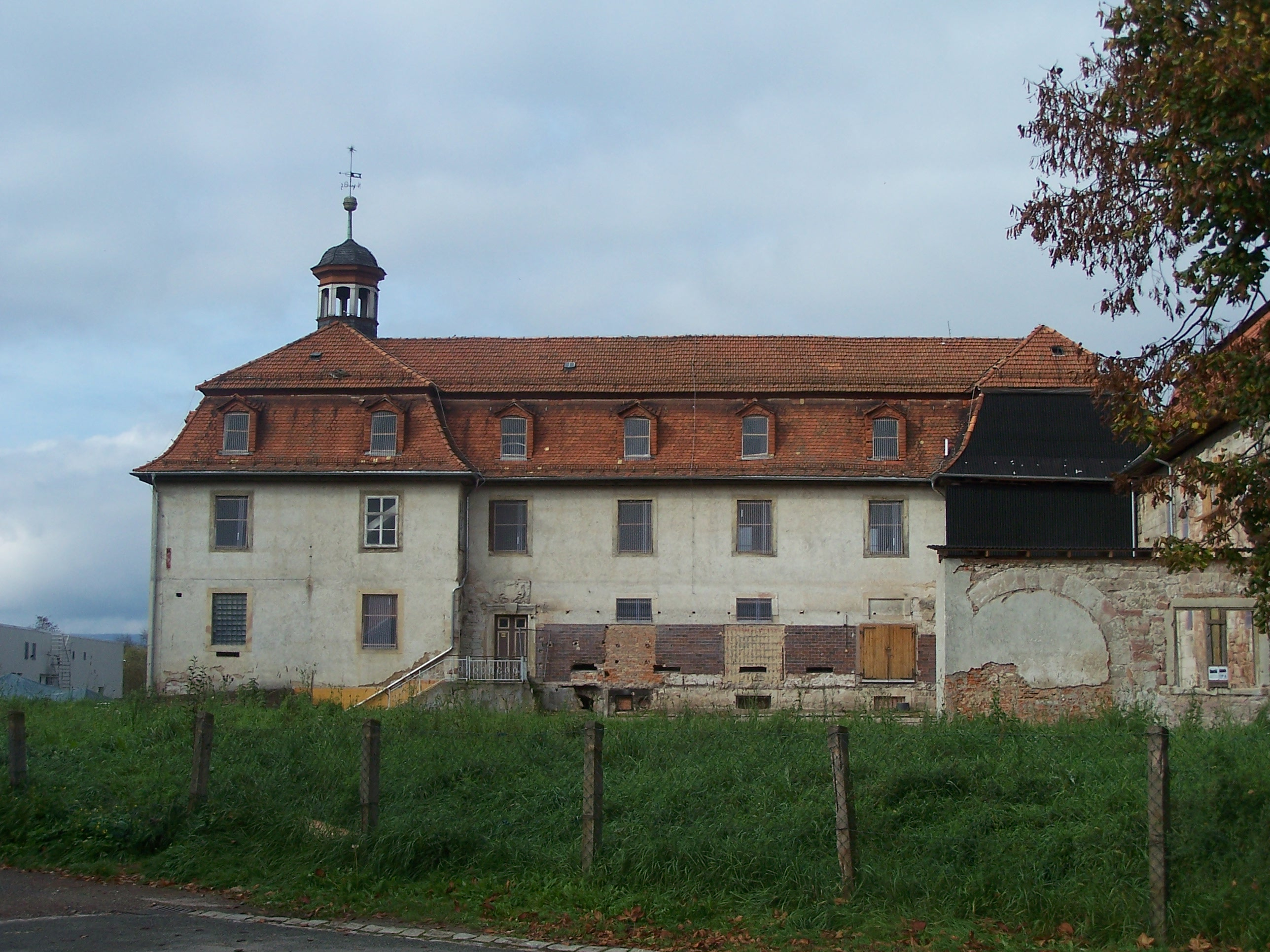
Ostseite, Oktober 2014, ohne den inzwischen abgerissenen Nordflügel

Das Schloss Wilhelmsburg ist ein Schloss in der Gemeinde Barchfeld im Wartburgkreis. Es befindet sich neben dem älteren Steinschen Schloss am Westrand der historischen Ortslage und erhebt sich auf dem Gelände einer ehemaligen Wasserburg in der Talaue der Werra. Das Schloss diente von 1956 bis 1990 als Teil einer Fleischwarenfabrik. Es ist ein geschütztes Baudenkmal, wurde im Sommer 2012 von der Gemeinde erworben und soll saniert werden.

## Die Anlage
1721 wurde Barchfeld Sitz der paragierten Landgrafen von Hessen-Philippsthal-Barchfeld, einem in diesem Jahr aus der Nebenlinie Hessen-Philippsthal hervorgegangenen Zweig der hessischen Landgrafen und eine der beiden heute noch bestehenden Linien des einstigen hessischen Fürstenhauses. Begründer der Linie war Wilhelm (1692–1761), der dritte und jüngste Sohn des Landgrafen Philipp von Hessen-Philippsthal, der ihm in seinem Testament Barchfeld und Herleshausen als Paragium zugewiesen hatte. Auf dem Areal einer zuvor größtenteils abgerissenen Wasserburg-Ruine entstand bereits ab 1690 ein barockes Schloss, das Wilhelm bis 1732 weiter ausbauen ließ und das schließlich auch nach ihm benannt wurde.
Es handelte sich ursprünglich um eine im Grundriss nach Südwesten offene Dreiflügelanlage, deren schmaler, zweigeschossiger Nordtrakt, inzwischen abgerissen, unmittelbar an die Rückseite des nördlich angrenzenden Schlosses der in Barchfeld ansässigen Familie Stein-Liebenstein zu Barchfeld angebaut war. Der Ostflügel, der teilweise auf dem Stumpf des Bergfrieds der abgerissenen Wasserburg erbaut wurde, ist ebenfalls nicht mehr erhalten. Der Westflügel, heute einzig erhaltener Teil des Schlosses, ist ein zweieinhalbgeschossiger Putzbau mit Mansarddach und nach Nordwesten vor die Fassade des Mittelteils hinausragenden Eckpavillons, deren südlicher und im Grundriss etwas größerer von einem kleinen Glockenturm bekrönt ist. Der Mittelteil ist vierachsig, beide Pavillons sind zweiachsig; die Fenster sind recht einfache, rechteckige Sprossenfenster. Im Dachgeschoss befanden sich ebenso viele Giebelgauben, nur im nördlich Pavillon befinden sich stattdessen statt Gauben lediglich zwei Dachluken. Nach Süden erstreckte sich vom Innenhof aus ein Lustgarten, und nach Westen zur Werra hin befanden sich ausgedehnte Wirtschaftsgebäude und Parkanlagen; all dies ist inzwischen verschwunden.

## Geschichte
Bis in die 1930er Jahre wohnten noch Teile der Familie im Schloss. 1938 erwarb der Mülheimer Lederwarenfabrikant Hermann Berckemeyer (Sohn des Hans Berckemeyer) das Schloss, der es als Lederwarenfabrik nutzte. Nach 1945 diente der Bau, durch Enteignung in Volkseigentum überführt, zunächst als Unterkunft für heimatvertriebene Umsiedler und wurde dann, zu Zeiten der DDR, von der HO-Kreisverwaltung genutzt. Von 1955 bis 1989 wurde die Anlage als Verwaltungsgebäude, Schlachthof und Fleischverarbeitungsbetrieb der Barchfelder Fleisch- und Wurstwarenfabrik genutzt. Im Schlosspark wurden Industriegebäude errichtet. Nach Einstellung der Fleischproduktion stand das Gebäude in ruinösem Zustand leer. Nach der Wende übernahm die Löblein GmbH aus Bamberg im Jahre 1993 den maroden Betrieb, errichtete zwischen dem Schloss und der Bundesstraße 62 ein neues Werk und überließ das nur noch teilweise als Lager genutzte Schloss seinem Schicksal. Nach einem Botulismusbefall in dort hergestellter Dosenwurst im Herbst 1999 wurde das Werk stillgelegt, und die „Löblein Barchfelder Fleisch- und Wurstwaren GmbH“ ging bald darauf in Insolvenz. Das Barchfelder Werk wurde 2004 an den Fleischgroßhändler Sauels AG aus Kempen am Niederrhein verkauft, der seitdem in der dortigen „Sauels Thüringen GmbH & Co. KG“ Brühwursterzeugnisse und regionale Spezialitäten wie Thüringer Rostbratwurst herstellt.
Die wechselnden gewerblichen Nutzungen des Schlosses, insbesondere die als Schlachthof, hatten teilweise erhebliche bauliche Veränderungen und Ausstattungsverluste zur Folge. Die Raumstruktur aus der Bauzeit ist jedoch im Wesentlichen noch erhalten, insbesondere der einstige Festsaal mit seiner Stuckdecke mit Bandelwerk von 1732. Auch originale Flügeltüren und der von Balustern eingefasste Treppenaufgang im Haus sind erhalten geblieben. Ebenso ist die historische Dachkonstruktion noch erhalten, allerdings teilweise geschädigt, sodass dort inzwischen erste Sicherungsmaßnahmen durchgeführt wurden.

## Heutiger Zustand
Im Sommer 2012 erwarb die Gemeinde Barchfeld-Immelborn das Schloss und das benachbarte Steinsche Schloss in der Absicht, weiteren Verfall zu verhindern und die beiden historisch bedeutenden Gebäude durch entsprechende Investitionen einer nachhaltigen Nutzung zuzuführen und für die Nachwelt zu erhalten. Dieses Anliegen wird von dem im Juni 2012 gegründeten „Förderverein Barchfelder Schlösser“ aktiv unterstützt. Seitdem sind bereits der Rückbau eines jüngeren Anbaus und eines Industrieschornsteins, Dachreparaturen und Entrümpelung durchgeführt worden.